# الخطوط الجوية الجزائرية الرحلة 5017
الخطوط الجوية الجزائرية الرحلة 5017 كانت رحلة ركاب دولية، بواسطة طائرة من نوع ماكدونل دوغلاس إم دي-83 تحطمت يوم 24 يوليو 2014، بالقرب من مدينة غوسي في مالي، وذلك بعد 50 دقيقة على إقلاعها من واغادوغو، بوركينا فاسو في طريقها إلى الجزائر. وقد أدى الحادث إلى مقتل جميع ركاب الطائرة والبالغ عددهم 116 راكبا، بما فيهم طاقم الطائرة.

## إعلان التحطم
في يوم الخميس 24 يوليو 2014، قال مسؤول جزائري إن طائرة من طراز ماكدونل دوغلاس إم دي-83 تابعة للخطوط الجوية الجزائرية قد فُقد الاتصال بينها وبين برج المراقبة بينما كانت تقوم برحلة من واغادوغو، عاصمة بوركينا فاسو، إلى الجزائر العاصمة وعلى متنها مئة وعشرة ركاب إلى جانب ستة من أفراد الطاقم.
كما أعلنت الخطوط الجوية الجزائرية عن تحطم الطائرة المفقودة في شمال مالي، وكانت تنقلّ 6 جزائريين و51 فرنسيا و8 لبنانيين، بينما ذكر مصدر رسمي لبناني وجود 20 لبنانيا على الأقل على متن الطائرة الجزائرية المحطمة.

## الطائرة
الطائرة من نوع ماكدونل دوغلاس إم دي-83 ذات رقم تسجيل EC-LTV ورقمها التسلسلي 53190، أول طيران لها كان في 1 يونيو 1996، وتعتبر الأم دي 83 رقم 2148 يتم إنتاجها من قبل ماكدونل دوغلاس قبل عام من استحواذ شركة بوينغ عليها، الطائرة مزودة بمحركين من نوع برات آند ويتني جيه تي 8 دي-219.
وقد بدأت الشركة الإسبانية سويفت إير بتشغيل الطائرة بالنيابة عن الخطوط الجوية الجزائرية في 20 يونيو 2014، وكانت تستعمل سابقًا من قبل فريق ريال مدريد الإسباني.

## التحطم
فقدت الخطوط الجوية الجزائرية الاتصال مع الطائرة في الساعة 01:55 بالتوقيت المحلي من يوم 24 يوليو عام 2014، وذلك بعد خمسين دقيقة من إقلاعها من واغادوغو متجهة إلى الجزائر. وبدء البحث عن الطائرة المفقودة اعتبارا من 09:56 (بالتوقيت العالمي) يوم 24 يوليو. ووفقا لمتحدث باسم الجيش الفرنسي، انضمت اثنتين من الطائرات المقاتلة الفرنسية في البحث عن الطائرة المفقودة وذلك على طول مساره المحتمل للطائرة. وكانت الطائرة ماكدونيل دوغلاس MD-83، تسجيل,(EC-LTV) مستأجرة من شركة سوفت إير (Swiftair)، مع 110 راكبا و6 من أفراد الطاقم على متن الطائرة.
وأفادت التقارير أن الطائرة قد اختفت بين غاو وتيساليت أثناء مسارها فوق مالي. وكانت سلطات الطيران مثل إدارة الطيران الفيدرالية (FAA) قد حذرت الطائرات التي تحلق فوق مالي من الأخطار والتهديدات المحتملة التي نشأت بسبب الصراع في شمال مالي. وتشمل تلك التهديدات الصواريخ المضادة للطائرات والقذائف الصاروخية. كذلك فإن خبراء الأرصاد الجوية الفرنسية قد أشاروا إلى عواصف عنيفة في المنطقة.

## أسباب أولية محتملة
ضعف الرؤية
- شهدت منطقة غاو عواصف رملية هوجاء في 24 ساعة الماضية. وكانت الطائرة على مقربة من الحدود الجزائرية، عندما تلقى طاقمها أمرا بتغيير الاتجاه بسبب صعوبة الرؤية، وذلك تجنبا للاصطدام بطائرة أخرى على الممر الجوي بين الجزائر العاصمة وباماكو. حيث فقد الاتصال بها بعد تغيير الاتجاه.[16]

عملية عسكرية
- هناك جماعات مسلحة لا تزال نشطة في شمالي مالي، ولكن مسؤولين فرنسيين قللوا من إمكانية امتلاكهم أسلحة قادرة على إسقاط طائرة.[17]

## الركاب والطاقم
كان على متن الطائرة 116 شخصا،  منهم 50 راكبا فرنسيا في طريقهم إلى باريس. وستة أعضاء من الطاقم من الجنسية الإسبانية، وفقا لشركة سويفت اير  وذكر ممثل الخطوط الجوية الجزائرية في بوركينا فاسو، كارا تركي (Kara Terki)، في مؤتمر صحفي ان جميع الركاب كانوا في طريقهم إلى أوروبا والشرق الأوسط وكندا.
| البلد        | الركاب | الطاقم | المجموع |
| ------------ | ------ | ------ | ------- |
| فرنسا        | 51     | 0      | 51      |
| بوركينا فاسو | 27     | 0      | 27      |
| لبنان        | 8      | 0      | 8       |
| إسبانيا      | 0      | 6      | 6       |
| الجزائر      | 6      | 0      | 6       |
| كندا         | 5      | 0      | 5       |
| ألمانيا      | 4      | 0      | 4       |
| لوكسمبورغ    | 2      | 0      | 2       |
| سويسرا       | 1      | 0      | 1       |
| بلجيكا       | 1      | 0      | 1       |
| مصر          | 1      | 0      | 1       |
| أوكرانيا     | 1      | 0      | 1       |
| نيجيريا      | 1      | 0      | 1       |
| الكاميرون    | 1      | 0      | 1       |
| مالي         | 1      | 0      | 1       |
| المجموع      | 110    | 6      | 116     |

## نتائج التحقيقات
في يوم الخميس 31 ديسمبر 2015 أعلن رئيس الجزائر عبد العزيز بوتفليقة عن أن سبب الحادث طقس سئ بسبب خطأ الطيار لتجمد أجهزة الأستشعار في مقدمة المحركين وإعطاء قراءات خاطئة وتعطلهما بسبب عدم تفعيل نظام مضاد الجليد قبل الإقلاع وكان المحققين الأمريكين يشبهون بحادث مشابهة لتلك الرحلة وهي طيران فلوريدا الرحلة 90. وجاءت نتائج التحقيق أنه خلال عبور الطائرة ليلا في منطقة عواصف، أدى عدم تشغيل نظام مكافحة الجليد إلى تشكل بلورات جليد في لواقط الضغط الجوي ما ادى إلى تراجع آلي في سرعة المحركات ولم يتبعه رد فعل مناسب من قبل الطيارين.
اعتبر قضاة التحقيق في محكمة باريس في تقرير صادر في 18 أيار/مايو 2021 أنه «إلى جانب غياب رد الفعل المأسوي الذي يعزى مباشرة إلى الطيارين، حصل تقصير متنوع من جانب الشركة» لعب دورا في الحادث. وقد خلص قضاة التحقيق إلى وجوب محاكمة الشركة بتهمة «القتل غير العمد من طريق الإهمال والتهور» بسبب التقصير في توفير «تدريب كاف للطاقم ما ساهم في عدم إدراكه لظروف الطيران الخارجية وتراجع عمل المحركات وعدم اللجوء إلى وسائل حماية الطائرة»، وأن «النقص في تدريب الطيارين حال دون تفاعلهم بطريقة مناسبة لتجنب الحادث».

## وصلات خارجية
- Republic of Mali Commission of Inquiry / Commission d'Enquete sur les Accidents et Incidents d'Aviation Civile Republique du Mali
  - Rapport finale/Final Report (Archive) (بالفرنسية)
  - Rapport finale/Final Report (Archive) (بالإنجليزية)
  - "Rapport d'Etape Accident survenu le 24 juillet 2014 dans la région de Gossi au Mali à l’avion McDonnell Douglas DC-9-83 (MD-83) immatriculé EC-LTV exploité par Swiftair S.A." (Archive) - Original French version of the interim report (بالفرنسية)
  - "Interim Report Accident on 24 July 2014 in the region of Gossi in Mali to the MD-83 registered EC-LTV operated by Swiftair S.A." (Archive) - English translation (بالإنجليزية)
  - "Fiche explicative sur la description du contrôle de la poussée des moteurs" (Archive) (بالفرنسية)
  - "Description of engine thrust control" (Archive) (بالإنجليزية)
  - "Point d’information sur l’enquête de l’accident survenu dans la région de Gossi (Mali) le 24 juillet 2014 à l’avion McDonnell Douglas DC-9-83(MD-83), immatriculé EC-LTV, exploité par Swiftair SA, vol AH 5017" (Archive) (بالفرنسية)
  - "Information on the accident that occurred in the region of Gossi (Mali) on 24 July 2014 to the McDonnell Douglas DC-9-83 (MD 83), registered EC-LTV, operated by Swiftair SA as flight AH 5017" (Archive) (بالإنجليزية)
  - "Recommandations de sécurité adressées à la FAA et à l’AESA le 10 juillet 2015 parle président de la Commission d’enquête du Mali et le BEA" (Archive) (بالفرنسية)
  - "Safety recommendations issued to the FAA and the EASA on 10 July, 2015 by the President of the Mali Commission of Inquiry and the BEA" (Archive) (بالإنجليزية)
- مكتب التحقيق والتحليل لسلامة الطيران المدني
  - (بالفرنسية) "Accident du McDonnell Douglas MD-83 immatriculé EC-LTV du 24 juillet 2014 dans la région de Gao (Mali)"
  - (بالإنجليزية) "Accident to the McDonnell Douglas MD-83, registered EC-LTV, on 24 July 2014 in the region of Gao (Mali)"
- Información Incidente Aéreo / Aviation Incident Information (Archive). Swiftair. (بالإسبانية)
- "Condoléances" (Archive). الخطوط الجوية الجزائرية. (بالفرنسية)
- وكالة الأنباء الجزائرية
  - "Missing Air Algerie plane: Search continues, says PM"
  - "Perte de contact avec un avion d'Air Algérie assurant la liaison Ouagadougou-Alger"